# Brothers & Sisters (phim truyền hình 2006)
Brothers & Sisters là một bộ phim truyền hình của Mỹ mà các nhân vật trung tâm là gia đình Walker và cuộc sống của họ ở Los Angeles, California.
Phim được trình chiếu trên ABC vào ngày 24 tháng 9 năm 2006 sau phim Desperate Housewives và lên sóng vào các ngày Chủ Nhật. Các diễn viên tham gia phim gồm: Sally Field, Rachel Griffiths, Calista Flockhart, Balthazar Getty, Matthew Rhys, Dave Annable, Ron Rifkin, Rob Lowe, Luke Macfarlane, Emily VanCamp và Patricia Wettig. Sally Field đã giành giải Emmy 2007 cho hạng mục Nữ Diễn viên Xuất Sắc thể loại phim truyền hình với vai diễn Nora Walker. Rachel Griffiths cũng từng nhận được đề cử giải Nữ Diễn viên Xuất Sắc cho thể loại phim truyền hình.
Mùa thứ tư của Brothers and Sisters phát sóng vào ngày 27 tháng 9 năm 2009. Mùa thứ 4 cũng sẽ chiếu trên More4 tại Anh vào ngày 21 tháng 01, 2010

## Nhân vật

### Gia đình Walker
- Nora Walker, một bà nội trợ, goá phụ và là vợ của William Walker.
- Sarah Whedon/Sarah Walker, một người mẹ, Chủ tịch của Ojai Foods và từng là giám đốc điều hành của Greenotopia; vợ cũ của Joe Whedon.
- Kitty McCallister, một nhà văn, một người mẹ và từng là người dẫn chương trình, kết hôn với Robert McCallister.
- Tommy Walker, một người cha và là cựu chủ tịch Ojai Foods; chồng cũ của Julia Walker.
- Kevin Walker, người phát ngôn cho thượng nghị sĩ McCallister; kết hôn với Scotty Wandell.
- Justin Walker, là sinh viên dược, từng tham chiến tại Afghanistan và Irắc và từng nghiện ma tuý; đính hôn với Rebecca Harper.

### Mối quan hệ gia đình và bạn bè
- Saul Holden, cựu giám đốc tài chính Ojai Foods; anh của Nora Walker.
- Robert McCallister, thượng nghị sĩ bang California; kết hôn với Kitty Walker.
- Scotty Wandell, bếp trưởng; kết hôn với Kevin Walker.
- Rebecca Harper, con gái của Holly Harper; đang làm việc tại Ojai Foods; đính hôn với Justin Walker.
- Holly Harper, chủ tịch kiêm giám đốc điều hành Ojai Foods; người yêu cũ của William Walker; mẹ của Rebecca Harper.
- Ryan Lafferty, người em trai cùng cha khác mẹ vừa được tìm thấy.

### Các nhân vật từng xuất hiện
- William Walker (đã mất) người sáng lập Ojai Foods, chồng của Nora Walker và là cha của Sarah, Kitty, Tommy, Kevin, và Justin Walker, và Ryan Lafferty.
- Joe Whedon, giáo viên âm nhạc. Chồng cũ của Sarah Whedon. Joe và Sarah có hai người con là Paige và Cooper.
- Julia Walker, giáo viên; vợ cũ của Tommy Walker, có một con gái tên Elizabeth (Elizabeth có người em trai sinh đôi tên William chết lúc mới sinh).
- Jason McCallister, mục sư đồng tính em trai của Robert McCallister; bạn trai cũ của Kevin Walker.
- David Caplan, giám đốc/nhiếp ảnh gia, cha của Rebecca Harper.

## Các diễn viên

### Diễn viên chính
| Diễn viên            | Nhân vật           | Tham gia từ...                   |
| -------------------- | ------------------ | -------------------------------- |
| Dave Annable         | Justin Walker      | Mùa 1 -                          |
| Maxwell Perry Cotton | Cooper Whedon      | Season 2 - (Season 1; recurring) |
| Kerris Lilla Dorsey  | Paige Whedon       | Mùa -                            |
| Sally Field          | Nora Walker        | Mùa 1 -                          |
| Calista Flockhart    | Kitty Walker       | Mùa 1 -                          |
| Rachel Griffiths     | Sarah Walker       | Mùa 1 -                          |
| Luke Grimes          | Ryan Lafferty      | Mùa 4 - (một vài tập mùa 3)      |
| Rob Lowe             | Robert McCallister | Mùa 2 - (một vài tập mùa 1)      |
| Luke Macfarlane      | Scotty Wandell     | Mùa 3 - (một vài tập mùa 1 và 2) |
| Matthew Rhys         | Kevin Walker       | Mùa 1 -                          |
| Ron Rifkin           | Saul Holden        | Mùa 1 -                          |
| Emily VanCamp        | Rebecca Harper     | Mùa 1 -                          |
| Patricia Wettig      | Holly Harper       | Mùa 1 -                          |

### Các diễn viên từng tham gia
| Diễn viên            | Nhân vật           | Tham gia                    |
| -------------------- | ------------------ | --------------------------- |
| Max Burkholder       | Jack McCallister   | Mùa 1, 2, 3                 |
| Justine Dorsey       | Sophie McCallister | Mùa 1, 2, 3                 |
| Balthazar Getty      | Tommy Walker       | Mùa 4 (tham gia từ mùa 1-3) |
| Danny Glover         | Isaac Marshall     | Mùa2                        |
| John Glover          | Henry              | Mùa 3                       |
| Nigel Havers         | Roger Grant        | Mùa 3                       |
| Matt Letscher        | Alec               | Mùa 3                       |
| Jason Lewis          | Chad Barry         | Mùa 1, 3                    |
| Will McCormack       | Ethan Tavis        | Mùa 3                       |
| Sarah Jane Morris    | Julia Walker       | Mùa 4 (tham gia từ mùa 1-3) |
| Ken Olin             | David Caplan       | Mùa 2, 3, 4                 |
| Eric Christian Olsen | Kyle DeWitt        | Mùa 3                       |
| Tyler Posey          | Gabe Whedon        | Mùa 1                       |
| John Pyper-Ferguson  | Joe Whedon         | Mùa 2 (tham gia mùa 1)      |
| Emily Rose           | Lena Branigan      | Mùa 2                       |
| Tom Skerritt         | William Walker     | Mùa 1, 2, 3                 |
| Steven Weber         | Graham Finch       | Mùa 2, 3                    |
| Treat Williams       | David Morton       | Mùa 1                       |
| Eric Winter          | Jason McCallister  | Mùa 1, 2                    |

Chú ý: Hiện tại, các diễn viên Sally Field (Nora Walker), Calista Flockhart (Kitty Walker) và Matthew Rhys (Kevin Walker) là những diễn viên duy nhất xuất hiện trong tất cả các tập phim. Rachel Griffiths (Sarah Walker) xuất hiện trong hầu hết các tập trừ tập 3.15 (Lost & Found). Dave Annable (Justin Walker) hầu như xuất hiện trong tất cả các tập. Ron Rifkin (Saul Holden) hầu như xuất hiện trong tất cả các tập. Rob Lowe (Robert McCallister) không bỏ dỡ tập nào kể từ khi tham gia từ mùa 1 với tư cách khách mời. Balthazar Getty (Tommy Walker) không tham gia 9 tập phim, bao gồm 5 tập của mùa 2009-10, và Patricia Wettig (Holly Harper) không tham gia trong 9 tập phim.

## Các DVD đã phát hành
| Tên   | Khu vực 1 (gồm Mỹ) | Khu vực 2 (gồm châu Âu)                             | Khu vực 4            |
| ----- | ------------------ | --------------------------------------------------- | -------------------- |
| Mùa 1 | 04 tháng 09, 2007  | 25 tháng 02, 2008                                   | 28 tháng 11 năm 2007 |
| Mùa 2 | 18 tháng 09, 2008  | 13 tháng 03, 2009 (Ireland) 16 tháng 03, 2009 (Anh) | 29 tháng 10 năm 2008 |
| Mùa 3 | 01 tháng 09, 2009  | 19 tháng 10 năm 2009                                | 21 tháng 10 năm 2009 |
| Mùa 4 | TBA                | TBA                                                 | TBA                  |